# Essos (Yaoundé)
Pour les articles homonymes, voir Essos.
Essos est un nom de quartier situé dans la commune d'arrondissement de Yaoundé V dans la Communauté urbaine de Yaoundé. Il est limitrophe des quartiers Mvog-Ada, Mfandena et Nkolmesseng.

## Historique
Littéralement « la contrée des francolins », Essos avait pour appellation originelle Nkon Mekaba et se fait également appeler Elig-Abanda.

## Institutions

### Administration
Le quartier Essos abrite les locaux de la commune d'arrondissement de Yaoundé V. De la même manière, le quartier abrite les locaux de la direction de l'administration pénitentiaire du ministère de la Justice.

### Éducation
Premier établissement public bilingue de la capitale, le Lycée bilingue de Yaoundé se trouve au quartier Essos. Créé en 1973, cet établissement secondaire est le premier à promouvoir le bilinguisme et abrite les sections francophone et anglophone. 
Le quartier Essos abrite également des écoles primaires dans le secteur public et privé. Dans le public, on y retrouve l'école primaire d'application d'Essos, l'école primaire annexe d'Essos, ainsi que l'école primaire catholique.

### Santé
Plusieurs formations hospitalières sont ouvertes et fonctionnelles au quartier Essos. On y trouve ainsi le Centre hospitalier d'Essos, communément appelé « Hôpital de la Caisse ».

## Lieux de culte
- Paroisse Saint Pierre et Paul de Kong[9]
- Paroisse Saint Jean l'évangéliste (communément appelée Chapelle Essos[10])
- Mosquée d'Essos[11]